# Château-ferme de Courrière
Le  château-ferme de Courrière est un immeuble classé situé dans le village de Courrière faisant partie de la commune d'Assesse en Belgique (province de Namur). 

## Localisation
Le château-ferme se situe au no 6 de la rue Bâtis de Corère au centre du village condrusien de Courrière, à proximité et au nord de l'église Saint-Quentin, faisant aussi l'objet d'un classement. L'altitude est de 275 m.

## Historique
Une grange aurait été construite vers 1567 par Jacques de Glymes, seigneur de Spontin. Entre 1619 et 1624, une seconde phase de construction concernant le château proprement dit est réalisée sous l’égide de Jean Muller, marchand et maître de forges. Le corps de logis ou château est ainsi daté de 1622 par ancres du côté de la cour d’honneur. En 1737, Georges Zoude, également maître de forges, entreprend de vastes travaux de rénovation pour donner au bâtiment son aspect actuel. Des douves entouraient entièrement le château-ferme qui était accessible par un pont-levis.

## Description
Ce bâtiment est construit principalement en moellons de grès mais aussi en calcaire, les deux matériaux emblématiques du Condroz. Il est de dimension importante (longueur d'environ 55 mètres et largeur d'environ 40 mètres) et possède deux cours intérieures pavées (la basse cour et la cour d’honneur ou cour haute) séparées par une galerie d’esprit Renaissance avec, en son centre, une tour porche permettant le passage entre les deux cours. Deux tours d’angle circulaires dressées aux angles nord et sud sont percées d’arquebusières, de baies à traverse et sont surmontées d’une toiture polygonale. Un tiers des douves initiales subsiste à l'ouest et au sud du bâtiment.

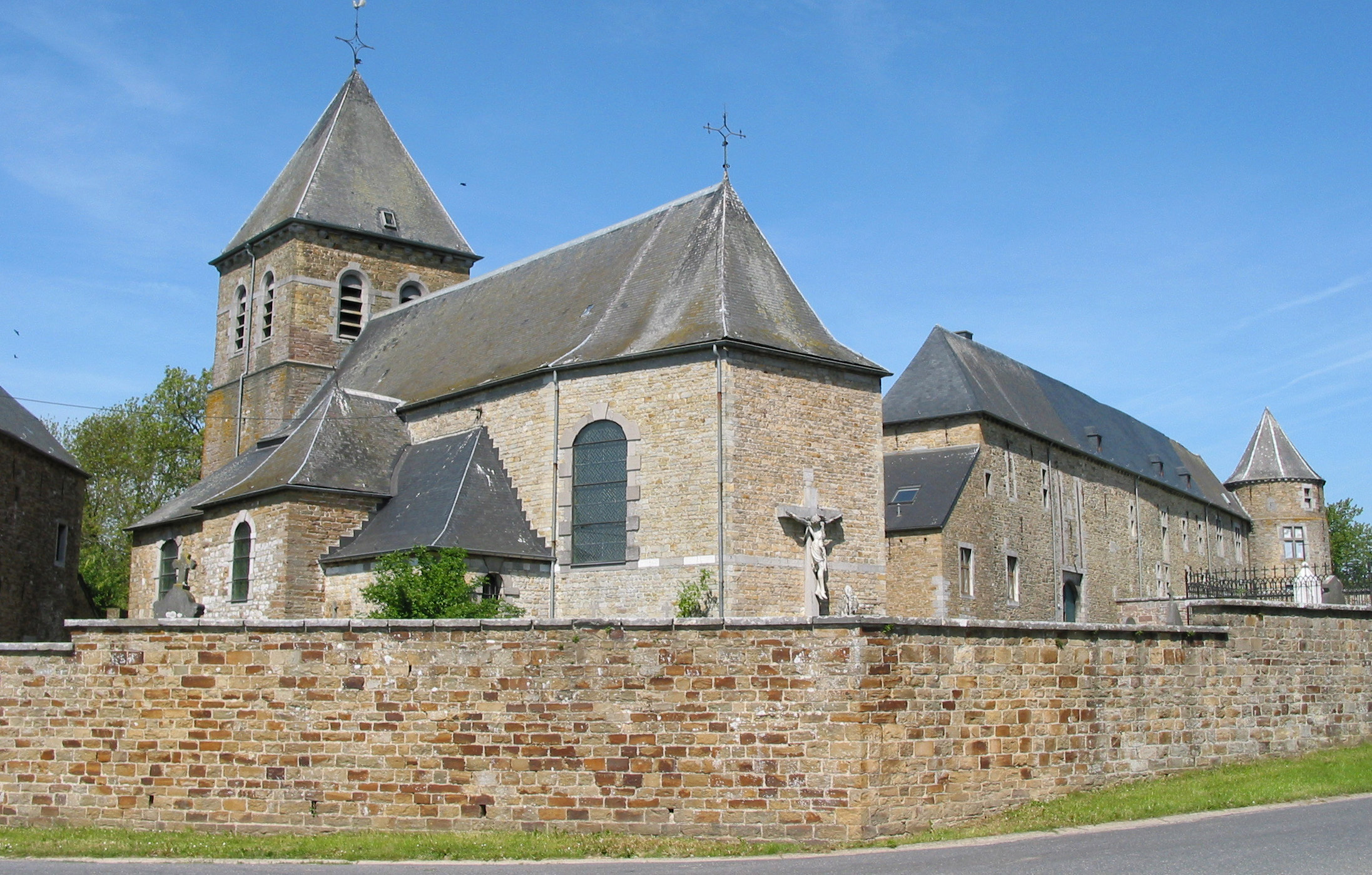
À gauche, l'église Saint-Quentin et, à droite, le château-ferme de Courrière

## Classement
Le château-ferme de Courrière est repris depuis le 25 février 1950 sur la liste du patrimoine immobilier classé d'Assesse. L'ensemble formé par le château-ferme (classé par arrêté royal du 25 février 1950) et les terrains environnants à Courrière sont repris depuis le 10 décembre 1980 sur la liste du patrimoine immobilier classé d'Assesse.

## Activités
Le château-ferme est acquis par la fédération des Scouts de Belgique en 1987 et suivi par de vastes campagnes de restauration. Il est devenu un pôle de formation, un centre de tourisme social, un lieu de réunion et d’activités diverses pour les Scouts mais également pour le secteur associatif, culturel et pour le monde socio-économique de la région.